# فرانز جوسيف هاينز
فرانز جوسيف هاينز (بالألمانية: Franz Josef Heinz)‏ هو سياسي ألماني، ولد في 25 فبراير 1884 في ألمانيا، وتوفي في 9 يناير 1924 في شباير في ألمانيا. حزبياً، نشط في حزب الشعب الألماني ‏.